# Уинтроп (город, Миннесота)
Уинтроп (англ. Winthrop) — город в округе Сибли, штат Миннесота, США. На площади 2,7 км² (2,7 км² — суша, водоёмов нет), согласно переписи 2002 года, проживают 1367 человек. Плотность населения составляет 503,4 чел./км².
- Телефонный код города — 507
- Почтовый индекс — 55396
- FIPS-код города — 27-71122[2]
- GNIS-идентификатор — 0654281[3]